# Neurocinemática
La neurocinemática (también,  neurocinema (en inglés, neurocinema o neurocinematics) es la técnica del neuromarketing aplicada al mundo del cine. Es la aplicación de los conocimientos de nuestro cerebro y de cómo este procesa, almacena y recupera la información sensorial para entender la experiencia cinematográfica. El cerebro integra aquello que ve y aplica las experiencias personales, el contexto de cada persona, todo lo que ha vivido y, dependiendo de todos estos factores, el impacto en unos u otros aspectos es diferente. Por lo tanto, la neurocinemática quiere responder a la pregunta: ¿qué pasa en el cerebro al mirar una película?
El principal objetivo es crear un cine hecho a medida que consiga crear determinados estímulos en el cerebro. La industria cinematográfica analiza estos procesos cognitivos, afectivos o sensoriales durante la visualización del film. Con esto, consiguen saber qué elementos de la película impactan, hacen disfrutar o atemorizan a los espectadores, sabiendo exactamente qué quieren estos. Gracias a esta información, se pueden focalizar en las escenas que crean reacciones emocionales importantes.
El desarrollo de esta técnica ha impulsado el mercado audiovisual, obteniendo grandes éxitos gracias al gran impacto que causa en la audiencia. Aun así, han podido refinar elementos de las películas como los guiones, las escenas o los efectos especiales garantizando una respuesta específica por parte de quien mira el film, creando una huella emocional. Por lo tanto, la clave es ayudar en la creación de contenido audiovisual con el fin de producir fuertes emociones al espectador y, a la vez, evitar el fracaso comercial del film.

## Técnicas del neuromarketing aplicadas a la neurocinemática[3]
- Resonancia magnética funcional (fMRI): Cuando el cerebro está realizando una actividad o sometiéndose a unos estímulos, se hace una imagen desde la cual se detecta en qué áreas hay una mayor actividad.
- Electroencefalografía (EEG): Con la medición de las variaciones eléctricas del cerebro, se detecta cuáles presentan una mayor actividad o responden más a estímulos concretos.
- Eye- Tracking: Se focaliza en saber hacia donde dirigimos la visión central y determinar el recorrido visual. Lo muestra generando mapas de calor, es decir, imágenes que enseñan dónde prestamos más atención, qué nos sorprende más, cuánto tiempo hemos estado mirando un punto concreto...
- Conductancia eléctrica de la piel: Busca una relación entre el estímulo visualizado y el nivel de excitación, ya sea psicológica o fisiológica. Además, se tiene en cuenta la sudoración.
- Magnetoencefalografia: Mesura la actividad cerebral de los campos magnéticos del cerebro. También ayuda a encontrar el origen de la actividad neuronal.

## Película: Resort Paraíso
El largometraje "Resort Paraíso" es el primer film español sometido previamente a las técnicas del neuromarketing. Es una película pionera en España por el uso de la neurociencia en el proceso de creación. Concretamente en este film, han combinado un sistema alemán de análisis ocular –eye traking– con un método norteamericano de respuesta emocional (sustituyendo el casco tradicional por un arco que rodea la cabeza con 14 sensores).
El director del largometraje afirma que, mediante la observación de los resultados de las mediciones, se ha dado cuenta de que hay una respuesta inmediata de los espectadores y confiesa que es emocionante ver como la gente reacciona a los estímulos que él quería activar
Es un thriller de una duración de 85 minutos, dirigido por Enrique García, que se estrenó en las salas de cine el abril del 2018. Protagonizada por Rafa Castillo Moreno, Virginia DeMorata y Héctor Medina, trata de una pareja que está en crisis y se refugia en un hotel cerrado durante el invierno. Allí, intentarán recomponer sus vidas intentando pasar inadvertidos por los guardias de seguridad.